# Muscomorpha

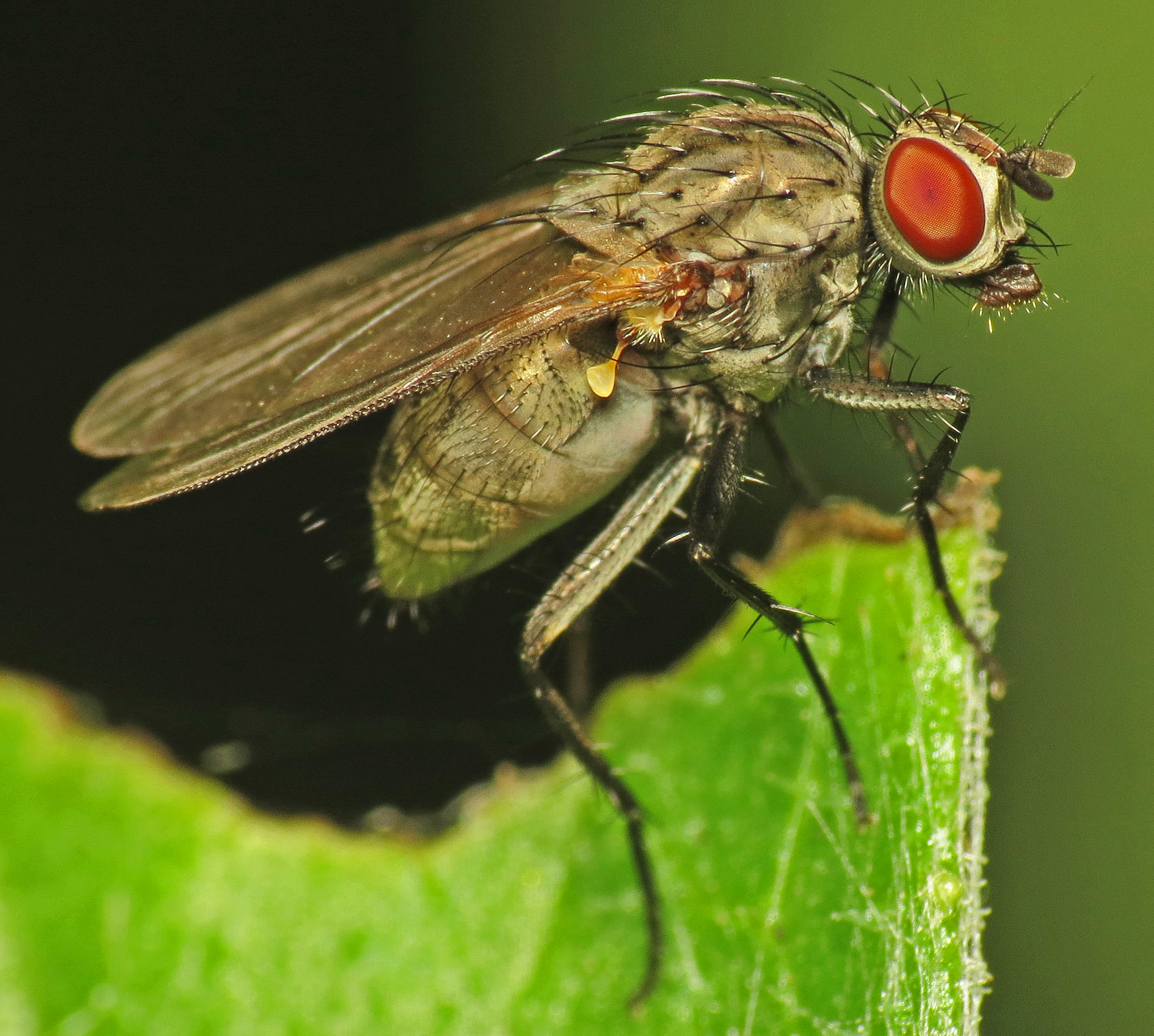
Anthomyiidae, Muscoidea

Muscomorpha es un infraorden de dípteros braquíceros. Es el grupo de dípteros más amplio y diverso. Incluye algunas de las especies más conocidas, como la mosca doméstica, la mosca de las frutas y los califóridos
Los adultos presentan antenas cortas, generalmente con tres segmentos y una arista dorsal. El cuerpo suele estar cubierto de pilosidad que puede ser útil en la clasificación. Las larvas son acéfalas o con una cápsula cefálica reducida y carecen de antenas o estas se encuentran sobre una superficie membranosa. Hay tres estadios larvales. La pupa permanece dentro del tegumento del último estadio larval (pupario).

## Clasificación
- Sección Aschiza
  - Superfamilia Platypezoidea
  - Superfamilia Syrphoidea
- Sección Schizophora
  - Subsección Acalyptratae
    - Superfamilia Conopoidea
    - Superfamilia Tephritoidea
    - Superfamilia Nerioidea
    - Superfamilia Diopsoidea
    - Superfamilia Sciomyzoidea
    - Superfamilia Sphaeroceroidea
    - Superfamilia Lauxanioidea
    - Superfamilia Opomyzoidea
    - Superfamilia Ephydroidea
    - Superfamilia Carnoidea

  - Subsección Calyptratae
    - Superfamilia Muscoidea
    - Superfamilia Oestroidea
    - Superfamilia Hippoboscoidea

### Familias
Se reconocen las siguientes según ITIS:
- Acartophthalmidae
- Acroceridae
- Agromyzidae
- Anthomyiidae
- Anthomyzidae
- Apioceridae
- Asilidae
- Asteiidae
- Atelestidae
- Aulacigastridae
- Bombyliidae
- Braulidae
- Calliphoridae
- Camillidae
- Campichoetidae
- Canaceidae
- Carnidae
- Chamaemyiidae
- Chloropidae
- Chyromyidae
- Clusiidae
- Coelopidae
- Conopidae
- Cryptochetidae
- Curtonotidae
- Cypselosomatidae
- Diastatidae
- Diopsidae
- Dolichopodidae
- Drosophilidae
- Dryomyzidae
- Empididae
- Ephydridae
- Fanniidae
- Heleomyzidae
- Hilarimorphidae
- Hippoboscidae
- Hybotidae
- Lauxaniidae
- Lonchaeidae
- Lonchopteridae
- Micropezidae
- Microphoridae
- Milichiidae
- Muscidae
- Mydidae
- Nemestrinidae
- Neriidae
- Odiniidae
- Oestridae
- Pallopteridae
- Periscelididae
- Phoridae
- Piophilidae
- Pipunculidae
- Platypezidae
- Platystomatidae
- Psilidae
- Pyrgotidae
- Rhinophoridae
- Richardidae
- Ropalomeridae
- Sarcophagidae
- Scathophagidae
- Scenopinidae
- Sciomyzidae
- Sepsidae
- Sphaeroceridae
- Strongylophthalmyiidae
- Syrphidae
- Tachinidae
- Tanypezidae
- Tephritidae
- Tethinidae
- Therevidae
- Ulidiidae
- Vermileonidae